# Hndrxx
 (septembre 2018).
Si vous disposez d'ouvrages ou d'articles de référence ou si vous connaissez des sites web de qualité traitant du thème abordé ici, merci de compléter l'article en donnant les références utiles à sa vérifiabilité et en les liant à la section « Notes et références ».
Albums de Future
Future
(2017) Super Slimey
(2017)
Singles
1. Selfish
Sortie : 28 février 2017
2. Pie ft Chris Brown
Sortie : 25 juin 2017
3. Incredible
Sortie : 25 juillet 2017
4. You da Baddest
Sortie : 28 juillet 2017

Hndrxx  est le sixième album du chanteur américain Future sorti le 24 février 2017 sur le label A1, Freebandz et Epic

## Liste des titres
| 1.    | My Collection                      | 4:15 |
| 2.    | Comin Out Stong (feat The Weeknd)  | 4:14 |
| 3.    | Lookin Exotic                      | 3:46 |
| 4.    | Damage                             | 3:57 |
| 5.    | Use Me                             | 4:16 |
| 6.    | Incredible                         | 4:08 |
| 7.    | Testify                            | 2:58 |
| 8.    | Fresh Air                          | 4:30 |
| 9.    | Neva Missa Lost                    | 3:58 |
| 10.   | Keep Quiet                         | 3:52 |
| 11.   | Hallucinating                      | 3:41 |
| 12.   | I Thank U                          | 2:21 |
| 13.   | New Illuminati                     | 3:01 |
| 14.   | Turn On Me                         | 4:24 |
| 15.   | Selfish (feat Rihanna)             | 4:11 |
| 16.   | Solo                               | 4:26 |
| 17.   | Sorry                              | 7:31 |
| 18.   | Pie (feat. Chris Brown)            | 3:31 |
| 19.   | You da Baddest (feat. Nicki Minaj) | 4:01 |
| 60:59 |                                    |      |

## Certifications
| Pays                  | Certification | Unités certifiées |
| --------------------- | ------------- | ----------------- |
| Canada (Music Canada) | Or            | 40 000            |
| Danemark (IFPI)       | Or            | 10 000            |
| États-Unis (RIAA)     | Or            | 500 000           |